# Szlak kościołów drewnianych wokół Puszczy Zielonka

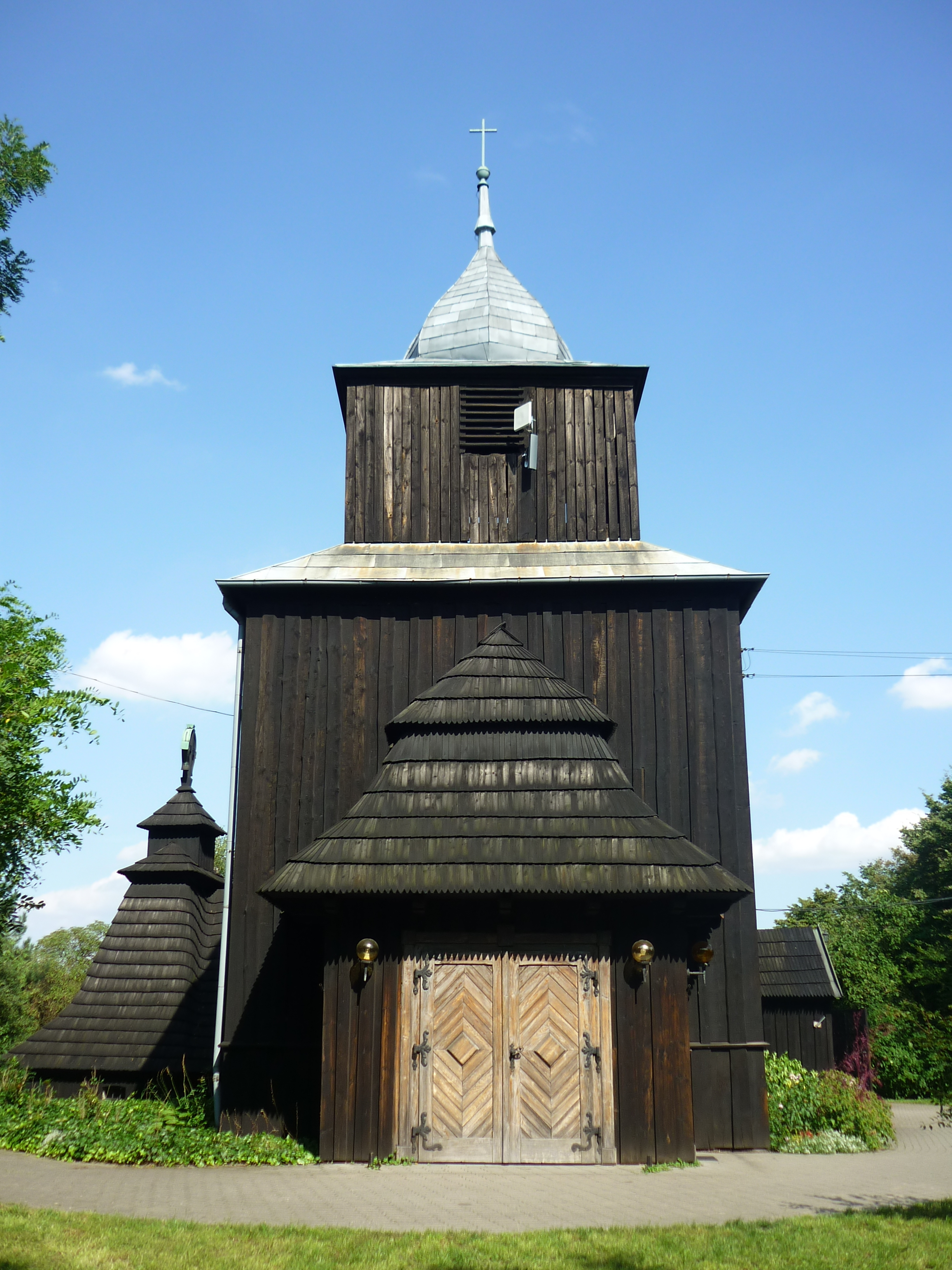
Kościół św. Mikołaja w Wierzenicy

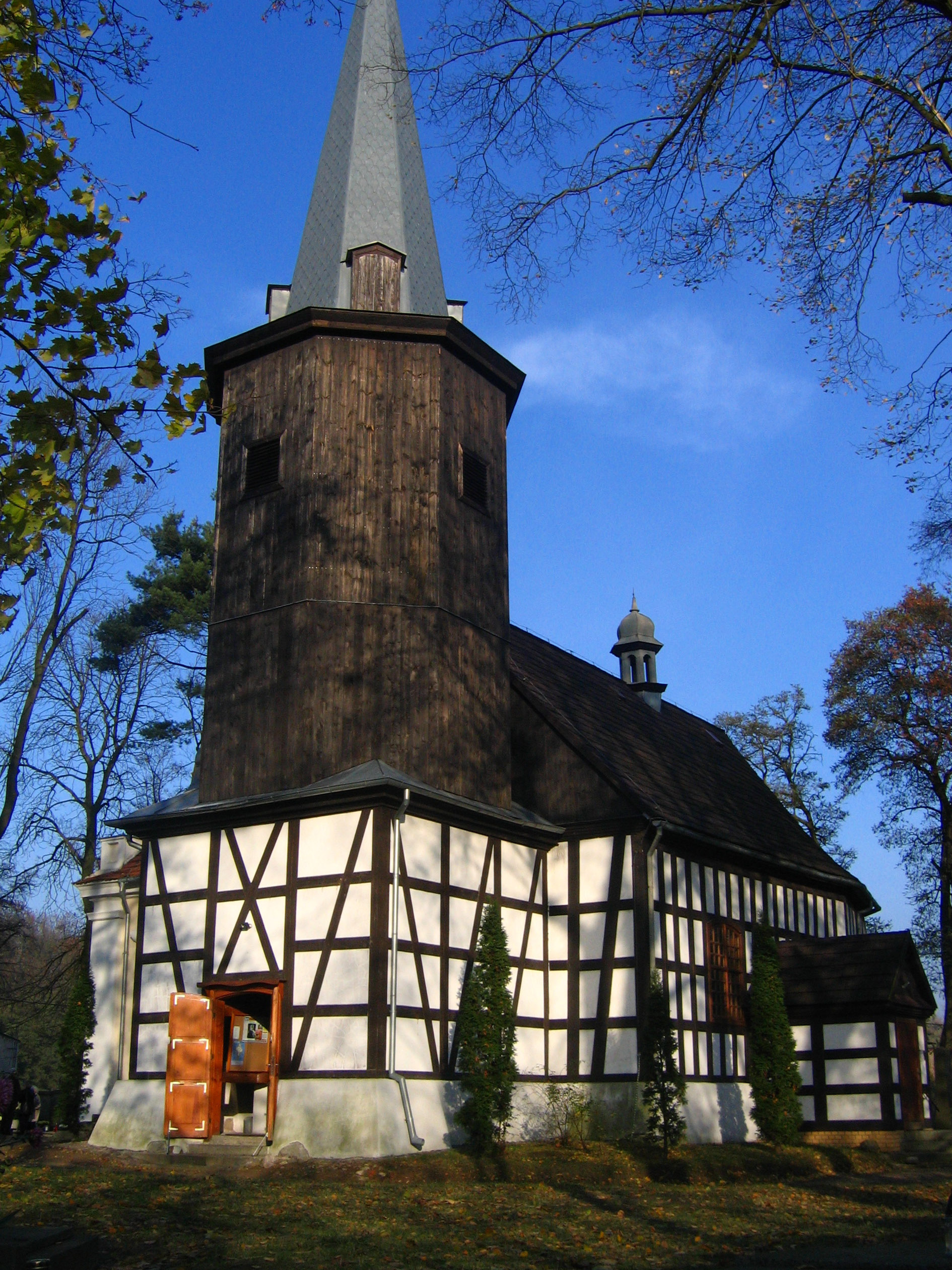
Kościół św. Michała Archanioła w Uzarzewie

Szlak kościołów drewnianych wokół Puszczy Zielonka – projekt i szlak turystyczny propagujący zapoznawanie się z dziedzictwem drewnianej architektury sakralnej na terenie gmin skupionych w międzygminnym związku „Puszcza Zielonka”, finansowany ze środków Zintegrowanego Programu Operacyjnego Rozwoju Regionalnego.

## Przebieg
Szlak kościołów drewnianych wokół Puszczy Zielonka został opracowany z myślą o turystyce samochodowej i korzysta z istniejącej sieci dróg. Jego celem jest, oprócz umożliwienia zapoznania się z dziedzictwem drewnianej architektury, zwiększenie starań o ich zachowanie w naturalnej postaci i jednocześnie podkreślenie związku z naturalnym surowcem, drewnem, pochodzącym z Puszczy Zielonka.
Umowa podpisana 1 września 2005 roku pomiędzy Wielkopolskim Urzędem Wojewódzkim a Związkiem Międzygminnym „Puszcza Zielonka” dotyczy realizacji projektu obejmującego następujące kościoły:
- w gminie Czerwonak
  - Kościół św. Józefa Oblubieńca Najświętszej Maryi Panny w Kicinie
- w gminie Swarzędz
  - Kościół św. Mikołaja w Wierzenicy
  - Kościół św. Michała Archanioła w Uzarzewie
- w gminie Murowana Goślina
  - Kościół św. Marii Magdaleny w Długiej Goślinie
- w gminie Pobiedziska
  - Kościół św. Katarzyny Aleksandryjskiej w Węglewie
- w gminie Kiszkowo
  - Kościół św. Jana Chrzciciela w Kiszkowie
  - Kościół Bożego Ciała w Łagiewnikach Kościelnych
  - Kaplica św. Rozalii w Sławnie
- w gminie Skoki
  - Kościół św. Mikołaja Biskupa w Skokach
  - Kościół św. Michała Archanioła w Jabłkowie
  - Kościół Wszystkich Świętych w Raczkowie
  - Kościół Najświętszego Serca Pana Jezusa w Rejowcu